# Carmen Giménez (actriz)
Carmen Giménez (nacida y fallecida en Buenos Aires, Argentina) fue una actriz de cine y teatro argentino.

## Carrera
Giménez fue una actriz de reparto de más de 40 filmes de la llamada "época dorada" cinematográfica.
Trabajó secundando a maestros de la escena como Mario Soffici, Sebastián Chiola, Ada Cornaro, Analía Gadé, Rosa Catá, Esther Paonesa, Elisardo Santalla y Juana Sujo, entre muchos otros. Entre sus mejores trabajos se encuentran el papel de Teresa en El hombre que debía una muerte (1955) y el de Rosaurua, la débil madre de Luis Medina Castro en Pasó en mi barrio.
Fue una inconfundible actriz característica de papeles menores, que surgió en la década del '30 y continuó hasta fines de los '70.

### Cine
Estas son las películas en las que Giménez participó:
- 1919: De vuelta al pago
- 1938: Callejón sin salida
- 1940: El ángel de trapo
- 1940: Pájaros sin nido
- 1941: Volver a vivir
- 1942: El tercer beso
- 1943: Llegó la niña Ramona
- 1943: Los ojos más lindos del mundo
- 1943: El profesor Cero
- 1943: Cuando florezca el naranjo
- 1944: El fin de la noche como una portera
- 1944: Su mejor alumno
- 1945: Cuando en el cielo pasen lista
- 1945: Santa Cándida
- 1945: Madame Sans Gene
- 1946: Celos como la mujer en la cabaña
- 1946: Inspiración
- 1946: Cinco besos
- 1946: Mosquita muerta
- 1947: A sangre fría como la mujer del hotel
- 1949: Edición Extra como Laura
- 1950: Captura recomendada como una mujer en la joyería
- 1950: El seductor como Doña Braulia
- 1951: La indeseable
- 1951: El honorable inquilino como Sra. González
- 1951: Pasó en mi barrio como rosaura
- 1951: El pendiente como la madre de Raulito
- 1953: Ellos nos hicieron así
- 1954: Sucedió en Buenos Aires como la Dueña de la pensión
- 1954: Días de odio
- 1954: Guacho
- 1954: La edad del amor
- 1955: La delatora
- 1955: El hombre que debía una muerte como Teresa
- 1955: Ayer fue primavera
- 1955: El curandero
- 1955: Pobre pero honrado
- 1956: Los tallos amargos como la dueña de la pensión
- 1958: El secuestrador
- 1958: Isla brava como una mujer en la fonda
- 1959: Gringalet
- 1961: Alias Gardelito como la tía
- 1962: Bajo un mismo rostro
- 1964: Los evadidos como una mujer en la cárcel

### Teatro
Integró en 1925 la "Compañía Nacional de Revistas de Elías Alippi" junto con Sofía Bozán y Carlos Morganti.  En 1935 con esa agrupación estrenó  en el Teatro Nacional, la obra Rigoberto.  
En 1937, y bajo la Compañía de Enrique Muiño Y Alippi hizo la comedia Pan Criollo, junto con un gran elenco que incluían a Ada Cornaro, Francisco Álvarez, Cayetano Biondo y Pedro Maratea.

## Biografía
- Manrupe, Raúl; Portela, María Alejandra (2001). Un diccionario de films argentinos (1930-1995). Buenos Aires, Editorial Corregidor. ISBN 950-05-0896-6.

- Blanco Pazos, Roberto; Raúl Clemente (1997). Diccionario de actrices del cine argentino 1933-1997 (1° edición). Buenos Aires Ediciones Corridor. p. 110. ISBN 950-05-1077-4.